# Mark Boal
Mark Boal (New York, 23 januari 1973) is een Amerikaanse journalist, scenarist en filmproducent. Hij won twee Oscars voor de oorlogsfilm The Hurt Locker (2008).

## Biografie
Mark Boal werd in 1973 geboren in New York als de zoon van Lillian Firestone en William Stetson Boal. Zijn vader bracht als producent voorlichtingsfilms uit. Zijn halfbroer, Christopher Stetson Boal, is een toneel- en filmscenarist. Hij studeerde aan de The Bronx High School of Science en Oberlin College. In 1995 behaalde hij een bachelordiploma in de richting wijsbegeerte.
Na zijn studies ging Boal aan de slag als freelancejournalist. Zo schreef hij artikels voor bekende tijdschriften als The Village Voice, Rolling Stone en Playboy. In 2004 schreef hij "Death and Dishonor" (Nederlands: "Dood en oneer"), een artikel over veteraan Richard T. Davis die in 2003 vermoord werd. Het artikel werd in Playboy gepubliceerd en werd later door regisseur Paul Haggis verfilmd als In the Valley of Elah (2007).
In 2004 volgde hij van dichtbij een ontmijningsteam van het Amerikaans leger tijdens de Irakoorlog. Zijn observaties en bevindingen schreef hij neer in het artikel "The Man in the Bomb Suit" dat in september 2005 in Playboy gepubliceerd werd. De vele interviews die hij tijdens zijn onderzoek had afgenomen, dienden ook als inspiratie voor het scenario van The Hurt Locker (2008), dat door Kathryn Bigelow verfilmd werd. De oorlogsfilm leverde Boal twee Oscars op, waaronder die voor beste film.
Nadien werkten Boal en Bigelow ook samen aan Zero Dark Thirty (2012), een controversiële oorlogsfilm over de speurtocht naar terreurleider Osama bin Laden. De film wekte de indruk dat belangrijke informatie over Bin Laden verkregen werd door gevangenen te martelen, wat door sommige filmcritici en politieke commentatoren bekritiseerd werd.
Boal werkte mee aan het verhaal van de videogame Call of Duty: Advanced Warfare (2014).

## Filmografie
| Jaar | Titel                 | Scenarist | Producent |
| ---- | --------------------- | --------- | --------- |
| 2007 | In the Valley of Elah |           |           |
| 2009 | The Hurt Locker       |           |           |
| 2012 | Zero Dark Thirty      |           |           |
| 2017 | Detroit               |           |           |
| 2019 | Triple Frontier       |           |           |

## Prijzen en nominaties
Een overzicht van de belangrijkste prijzen en nominaties:
| Film                    | Prijs                            | Categorie                | Resultaat   |
| ----------------------- | -------------------------------- | ------------------------ | ----------- |
| The Hurt Locker (2008)  | Academy Awards                   | Beste film               | Gewonnen    |
| The Hurt Locker (2008)  | Academy Awards                   | Beste originele scenario | Gewonnen    |
| The Hurt Locker (2008)  | Golden Globes                    | Beste scenario           | Genomineerd |
| The Hurt Locker (2008)  | BAFTA Award                      | Beste film               | Gewonnen    |
| The Hurt Locker (2008)  | BAFTA Award                      | Beste originele scenario | Gewonnen    |
| The Hurt Locker (2008)  | Producers Guild of America Award | Beste producer           | Gewonnen    |
| The Hurt Locker (2008)  | Writers Guild of America Award   | Beste originele scenario | Gewonnen    |
| The Hurt Locker (2008)  | AFI Awards                       | Film van het jaar        | Gewonnen    |
| Zero Dark Thirty (2012) | Academy Awards                   | Beste film               | Genomineerd |
| Zero Dark Thirty (2012) | Academy Awards                   | Beste originele scenario | Genomineerd |
| Zero Dark Thirty (2012) | Golden Globes                    | Beste scenario           | Genomineerd |
| Zero Dark Thirty (2012) | BAFTA Award                      | Beste film               | Genomineerd |
| Zero Dark Thirty (2012) | BAFTA Award                      | Beste originele scenario | Genomineerd |
| Zero Dark Thirty (2012) | Producers Guild of America Award | Beste producer           | Genomineerd |
| Zero Dark Thirty (2012) | Writers Guild of America Award   | Beste originele scenario | Gewonnen    |
| Zero Dark Thirty (2012) | AFI Awards                       | Film van het jaar        | Gewonnen    |